# Fumagospora capnodioides
Fumagospora capnodioides är en svampart som beskrevs av G. Arnaud 1911. Fumagospora capnodioides ingår i släktet Fumagospora och familjen Capnodiaceae.   Inga underarter finns listade i Catalogue of Life.